# Olympische Zwischenspiele 1906/Teilnehmer (Finnland)
| Gelbes Symbol für Goldmedaillen mit stilisierten Olympischen Ringen | Graues Symbol für Silbermedaillen mit stilisierten Olympischen Ringen | Braundes Symbol für Bronzemedaillen mit stilisierten Olympischen Ringen |
| ------------------------------------------------------------------- | --------------------------------------------------------------------- | ----------------------------------------------------------------------- |
| 2                                                                   | 1                                                                     | 1                                                                       |

Finnland nahm an den Olympischen Zwischenspielen 1906 in Athen, Griechenland, mit vier Sportlern teil. Dabei konnten die Athleten zwei Goldmedaillen, eine Silber- und eine Bronzemedaille gewinnen.

## Medaillengewinner

### Olympiasieger
| Name            | Sportart       | Wettkampf                      |
| --------------- | -------------- | ------------------------------ |
| Verner Weckman  | Ringen         | Mittelgewicht                  |
| Verner Järvinen | Leichtathletik | Diskuswurf (griechischer Stil) |

### Zweiter
| Name           | Sportart | Wettkampf     |
| -------------- | -------- | ------------- |
| Verner Weckman | Ringen   | Offene Klasse |

### Dritter
| Name            | Sportart       | Wettkampf  |
| --------------- | -------------- | ---------- |
| Verner Järvinen | Leichtathletik | Diskuswurf |

## Teilnehmer nach Sportarten

### Leichtathletik
- Heikki Åhlman
Stabhochsprung: Fünfter
Kugelstoßen: k. A.
Steinstoßen: k. A.
Diskuswurf: k. A.
Speerwurf (freier Stil): Sechster
Fünfkampf: 17.

- Uno Häggman
100 m: Vorrunde
Standweitsprung: 28.
Diskuswurf: k. A.
Speerwurf (freier Stil): Neunter
Fünfkampf: Vierter

- Verner Järvinen
Kugelstoßen: k. A.
Steinstoßen: k. A.
Diskuswurf:  Dritter
Diskuswurf (griechischer Stil):  Olympiasieger
Speerwurf (freier Stil): Fünfter

### Ringen
- Verner Weckman
Mittelgewicht:  Olympiasieger
Offene Klasse:  Zweiter